# Рауш Костянтин Вікторович
Костянтин Вікторович Рауш (рос. Константин Викторович Рауш, нім. Konstantin Rausch, нар. 15 березня 1990) — німецький та російський футболіст, захисник «Нюрнберга» та національної збірної Росії.

## Клубна кар'єра
Народився 15 березня 1990 року в селі Кожевниково Томської області СРСР в сім'ї російських німців. Коли йому було шість років, сім'я емігрувала з Росії в Німеччину. Оселившись з батьками в Целле (Нижня Саксонія), почав грати у футбол. Він приєднався до футбольної академії клубу «Лахендорф», в якій пробув протягом шести років. Коли йому було дванадцять, Костянтин перебрався в іншу молодіжну академію при клубі «Нінхаген», але там він довго не затримався — вже через два роки він пройшов перегляд у професійному клубі «Ганновер 96», який виступав у Бундеслізі Німеччини. Саме там він і залишився до свого повноліття, а у 2008 році «Ганновер 96» запропонував йому професійний контракт, який Рауш і підписав.

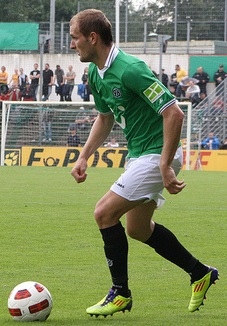
Костянтин Рауш під час виступів за «Ганновер 96». 2011 рік.

В «Ганновері» Рауш перший час виступав за дубль, поки клуб не залишив основний лівий захисник, а його змінник не був травмований. З сезону 2007/08 грав за першу команду клубу. У березні 2008 року Рауш став усе частіше потрапляти в стартовий склад. Незабаром він закріпився в основі клубу. Протягом п'яти років захищав кольори «Ганновера», але у 2013 році, коли контракт з клубом підійшов до кінця, вирішив спробувати себе на новому місці.
5 травня 2013 року Рауш підписав контракт зі «Штутгартом» до 2016 року. У «Штутгарті» швидко стало зрозуміло, що гравець не підходить системі клубу. Він почав все рідше і рідше потрапляти в основний склад, залишаючись на лавці запасних. У підсумку він навіть не їздив з командою на виїзні матчі, так як не потрапляв до заявки на ігри. У 2015 році Рауш був відправлений виступати за дубль, оскільки більше не відповідав рівню команди. В результаті за «Штутгарт» зіграв лише 25 матчів, в яких відзначився двома голами. За дубль відіграв вісім матчів, забивши два м'ячі. По закінченню контракту покинув клуб.
У 2015 році перейшов в клуб-дебютант Бундесліги «Дармштадт 98». Рауш отримав довіру тренера і місце в основі. За сезон 2015/16 він з'явився на полі 31 раз, забивши два голи, а «Дармштадт» завершив сезон на 14-му місці.
25 травня 2016 року Рауш перейшов в «Кельн». Термін контракту з «Дармштадтом» закінчувався 30 червня, тому своєму новому клубу він дістався безкоштовно. На початку сезону отримав травму спини, тому пропустив перші три гри. Однак на четверту він вже вийшов на заміну і відразу ж віддав гольову передачу. В наступному матчі він вже опинився в основі і знову відзначився передачею. 27 листопада 2017 року Костянтин продовжив контракт з «Кельном» до літа 2021 року.
21 січня 2018 року було оголошено про перехід Рауша в московське «Динамо» за 1,5 мільйона євро. Німецький клуб отримав за трансфер 1,5 мільйона євро. 27 січня провів перше тренування з командою. 4 березня в матчі 21-го туру проти «Уфи» (1:1) дебютував за клуб. Станом на 13 травня 2018 року відіграв за московських динамівців 10 матчів в національному чемпіонаті.

## Виступи за збірні
У листопаді 2005 року Рауш вперше був викликаний до юнацької збірної Німеччини. У складі збірної до 17 років провів всі ігри на «бронзовому» чемпіонаті світу 2007 року, крім зустрічі з Тринідадом і Тобаго, пропущеного через дискваліфікацію. В тому ж році отримав срібну медаль Фріца Вальтера як другий серед найкращих гравців Німеччини у своєму віці. Грав за молодіжну збірну Німеччини, однак, за його словами, готовий грати і за збірну Росії у разі запрошення.
Протягом 2010—2011 років залучався до складу молодіжної збірної Німеччини. На молодіжному рівні зіграв у 8 офіційних матчах, забив 1 гол.

### Збірна Росії
У 2015 році отримав паспорт Росії, громадянство якої не втрачав, оскільки емігрував до Німеччини вже після розпаду СРСР, і від громадянства не відмовлявся (для німецьких репатріантів це робити не обов'язково).
16 серпня 2017 року потрапив у розширений склад збірної Росії для участі в навчально-тренувальному зборі в Новогорську.
27 вересня 2017 року ФІФА дала офіційний дозвіл виступати в офіційних матчах за російську команду. 7 жовтня дебютував у збірній Росії у товариському матчі проти Південної Кореї, вийшовши на заміну на 64-й хвилині замість Юрія Жиркова.
| Дата       | Місто           | Господарі | Результат | Гості          | Турнір                               | Голи | Примітки |
| ---------- | --------------- | --------- | --------- | -------------- | ------------------------------------ | ---- | -------- |
| 07-10-2017 | Москва          | Росія     | 4 – 2     | Південна Корея | товариський матч                     | -    | 64'      |
| 10-10-2017 | Казань          | Росія     | 1 – 1     | Іран           | товариський матч                     | -    |          |
| 11-11-2017 | Москва          | Росія     | 0 – 1     | Аргентина      | товариський матч                     | -    | 88'      |
| 14-11-2017 | Санкт-Петербург | Росія     | 3 – 3     | Іспанія        | товариський матч                     | -    | 75'      |
| 27-03-2018 | Санкт-Петербург | Росія     | 1 – 3     | Франція        | товариський матч                     | -    | 46'      |
| 07-09-2018 | Трабзон         | Туреччина | 1 – 2     | Росія          | Ліга націй УЄФА 2018—2019 - 1-й етап | -    | 82'      |
| 10-09-2018 | Ростов-на-Дону  | Росія     | 5 – 1     | Чехія          | товариський матч                     | -    | 87'      |
| 11-10-2018 | Калінінград     | Росія     | 0 – 0     | Швеція         | Ліга націй УЄФА 2018—2019 - 1-й етап | -    |          |
| 15-11-2018 | Лейпциг         | Німеччина | 3 – 0     | Росія          | товариський матч                     | -    | 73'      |
| Усього     |                 | Матчів    | 9         |                | Голів                                | 0    |          |

## Досягнення

### Особисті
- Срібна медаль Фріца Вальтера: 2007 (юнаки до 17 років), 2009 (юнаки до 19 років)